# Oligonychus araneum
Oligonychus araneum är en spindeldjursart som beskrevs av Davis 1968. Oligonychus araneum ingår i släktet Oligonychus och familjen Tetranychidae. Inga underarter finns listade i Catalogue of Life.